# Pływanie artystyczne na Mistrzostwach Świata w Pływaniu 2025
Zawody w pływaniu artystycznym na 22. Mistrzostwach Świata w Pływaniu odbywały się w dniach 18–25 lipca 2025 w World Aquatics Championships Arena w Singapurze. Łącznie zostało rozegranych 11 konkurencji.

## Medaliści
| Konkurencja                            | Złoto | Złoto    | Srebro | Srebro   | Brąz | Brąz     |
| Konkurencja                            | Zawodniczka / Zawodnik                                                                                        | Wynik    | Zawodniczka / Zawodnik | Wynik    | Zawodniczka / Zawodnik | Wynik    |
| Solo technicznie mężczyzn (szczegóły)  | Aleksandr Malcew NIB                                                                                          | 251,7133 | Dennis González Boneu · Hiszpania | 241,1667 | Diego Villalobos · Meksyk | 238,1600 |
| Solo dowolnie mężczyzn (szczegóły)     | Aleksandr Malcew NIB                                                                                          | 229,5613 | Guo Muye · Chiny | 220,1926 | Filippo Pelati · Włochy | 213,9850 |
| Solo technicznie kobiet (szczegóły)    | Xu Huiyan · Chiny                                                                                             | 272,9917 | Wasilina Handoszka NIA | 260,5416 | Iris Tió · Hiszpania | 260,2917 |
| Solo dowolnie kobiet (szczegóły)       | Iris Tió · Hiszpania                                                                                          | 245,1913 | Xu Huiyan · Chiny | 241,0025 | Wasilina Handoszka NIA | 239,5437 |
| Duety technicznie kobiet (szczegóły)   | Austria · Anna-Maria Alexandri · Eirini-Marina Alexandri                                                      | 307,1451 | Chiny · Lin Yanhan · Lin Yanjun | 301,4057 | NIB Maja Doroszko Tatiana Gajdaj | 300,2183 |
| Duety dowolnie kobiet (szczegóły)      | Hiszpania · Lilou Lluís · Iris Tió                                                                            | 282,6087 | Włochy · Enrica Piccoli · Lucrezia Ruggiero | 278,7137 | NIB Maja Doroszko Tatiana Gajdaj | 277,1117 |
| Zespół technicznie (szczegóły)         | Chiny · Chang Hao · Cheng Wentao · Dai Shiyi · Feng Yu · Li Xiuchen · Lin Yanjun · Xiang Binxuan · Xu Huiyan  | 307,8001 | NIB Anna Andrianowa Anastasija Bachtyrewa Daria Geloszwili Jekatierina Kossowa Jelizawieta Minajewa Ewelina Simonowa Jelizawieta Smirnowa Agnija Tulupowa | 300,6183 | Hiszpania · Cristina Arambula · Meritxell Ferré · Marina García Polo · Lilou Lluís · Alisa Ozhogina · Paula Ramírez · Sara Saldaña · Iris Tió · Mireia Hernández | 294,8575 |
| Zespół dowolnie (szczegóły)            | Chiny · Chang Hao · Cheng Wentao · Dai Shiyi · Feng Yu · Li Xiuchen · Lin Yanhan · Xiang Binxuan · Xu Huiyan  | 348,4779 | Japonia · Kaho Aitaka · Moka Fujii · Moe Higa · Yuka Kawase · Uta Kobayashi · Tomoka Sato · Nao Shirahase · Sakurako Uchida                               | 334,7232 | Hiszpania · Cristina Arambula · Meritxell Ferré · Marina García Polo · Dennis González Boneu · Alisa Ozhogina · Paula Ramírez · Sara Saldaña · Iris Tió          | 321,1328 |
| Zespół akrobatycznie (szczegóły)       | Chiny · Chang Hao · Cheng Wentao · Feng Yu · Lin Yanhan · Lin Yanjun · Xiang Binxuan · Xu Huiyan · Zhang Yayi | 229,0186 | NIB Anna Andrianowa Anastasija Bachtyrewa Daria Geloszwili Jekatierina Kossowa Jelizawieta Minajewa Ewelina Simonowa Jelizawieta Smirnowa Agnija Tulupowa | 224,7291 | Hiszpania · Cristina Arambula · Meritxell Ferré · Marina García Polo · Dennis González Boneu · Lilou Lluís · Meritxell Mas · Paula Ramírez · Sara Saldaña        | 221,0962 |
| Duety mieszane dowolnie (szczegóły)    | Hiszpania · Dennis González Boneu · Iris Tió                                                                  | 323,8563 | NIB Aleksandr Malcew Olesia Płatonowa | 323,4438 | Wielka Brytania · Ranjuo Tomblin · Isabelle Thorpe | 322,0583 |
| Duety mieszane technicznie (szczegóły) | NIB Maja Gurbanberdiewa Aleksandr Malcew                                                                      | 233,2100 | Hiszpania · Dennis González Boneu · Mireia Hernández | 230,4634 | Włochy · Filippo Pelati · Lucrezia Ruggiero | 228,0275 |

## Klasyfikacja medalowa
*   Gospodarz ( Singapur)
| Miejsce | Reprezentacja                        | Złoto | Srebro | Brąz | Razem |
| ------- | ------------------------------------ | ----- | ------ | ---- | ----- |
| 1       | Chiny                                | 4     | 3      | 0    | 7     |
| 2       | Niezależni sportowcy neutralni (NIB) | 3     | 3      | 2    | 8     |
| 3       | Hiszpania                            | 3     | 2      | 4    | 9     |
| 4       | Austria                              | 1     | 0      | 0    | 1     |
| 5       | Włochy                               | 0     | 1      | 2    | 3     |
| 6       | Niezależni sportowcy neutralni (NIA) | 0     | 1      | 1    | 2     |
| 7       | Japonia                              | 0     | 1      | 0    | 1     |
| 8       | Meksyk                               | 0     | 0      | 1    | 1     |
| 8       | Wielka Brytania                      | 0     | 0      | 1    | 1     |
| Razem   | Razem                                | 11    | 11     | 11   | 33    |